# 乌克兰二战历史博物馆
50°25′36″N 30°33′49″E / 50.426634°N 30.5636°E
乌克兰二战历史博物馆（烏克蘭語：Музей історії України у Другій світовій війні）是一座纪念德苏战争的纪念性建筑群，位于乌克兰首都基辅佩切尔斯克区的南郊，第聂伯河右岸风景如画的山丘上。它是乌克兰最大的博物馆之一（超过30万件展品），以著名的62米高的祖国母亲雕像为中心，这座雕像已成为基辅最著名的地标建筑之一。参观该博物馆的游客超过2100万人。
直到2015年7月，该博物馆的官方名称为伟大爱国战争博物馆。2015年4月，乌克兰议会宣布“伟大的爱国战争”名称以及纳粹、共产党的标志、路名均为非法。 2015年5月16日，文化部长 维亚切斯拉夫·科里兰科表示，该博物馆将更名。 两个月后，博物馆正式更名。。
该博物馆于1981年5月9日胜利日由苏联领袖列昂尼德·勃列日涅夫正式开放。之前曾两次搬迁，最终落成于目前的地点。1996年6月21日，当时的乌克兰总统 列昂尼德·库奇马签署了一项特别法令，将该博物馆列为国家博物馆。
纪念建筑群占地10公顷，位于山上，可以俯瞰第聂伯河。它包括一个巨大的碗状“荣耀之火”，第二次世界大战军事装备, “英雄城市之路”。其中一个博物馆还展示了二战后苏联军队使用的武器装备。英雄城市之路的雕塑描绘1941年德国入侵时在苏联边境的英勇防御、纳粹占领的恐怖、游击队斗争、国内前线的投入工作，以及1943年第聂伯河战役。

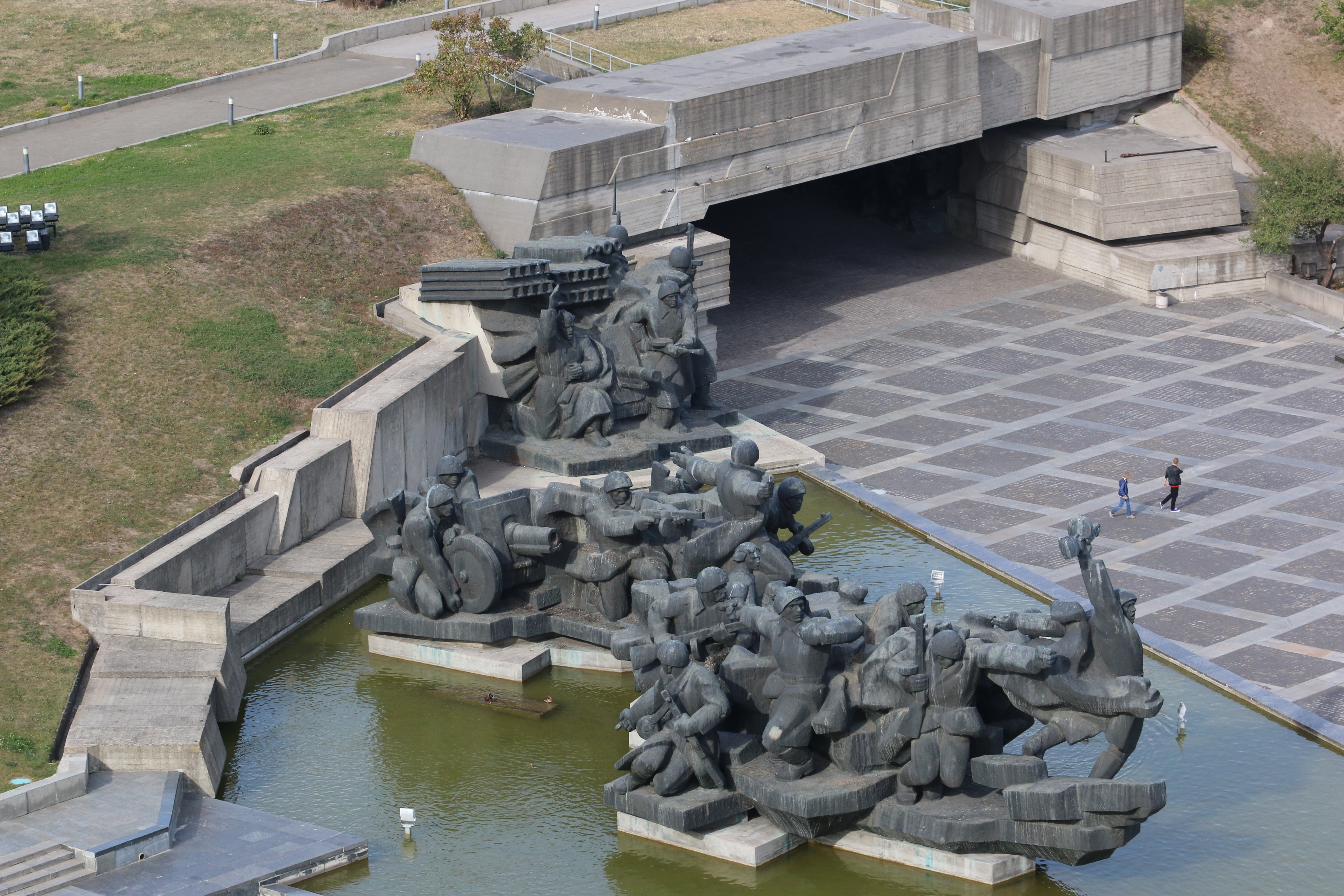
“穿越第聂伯河”纪念碑

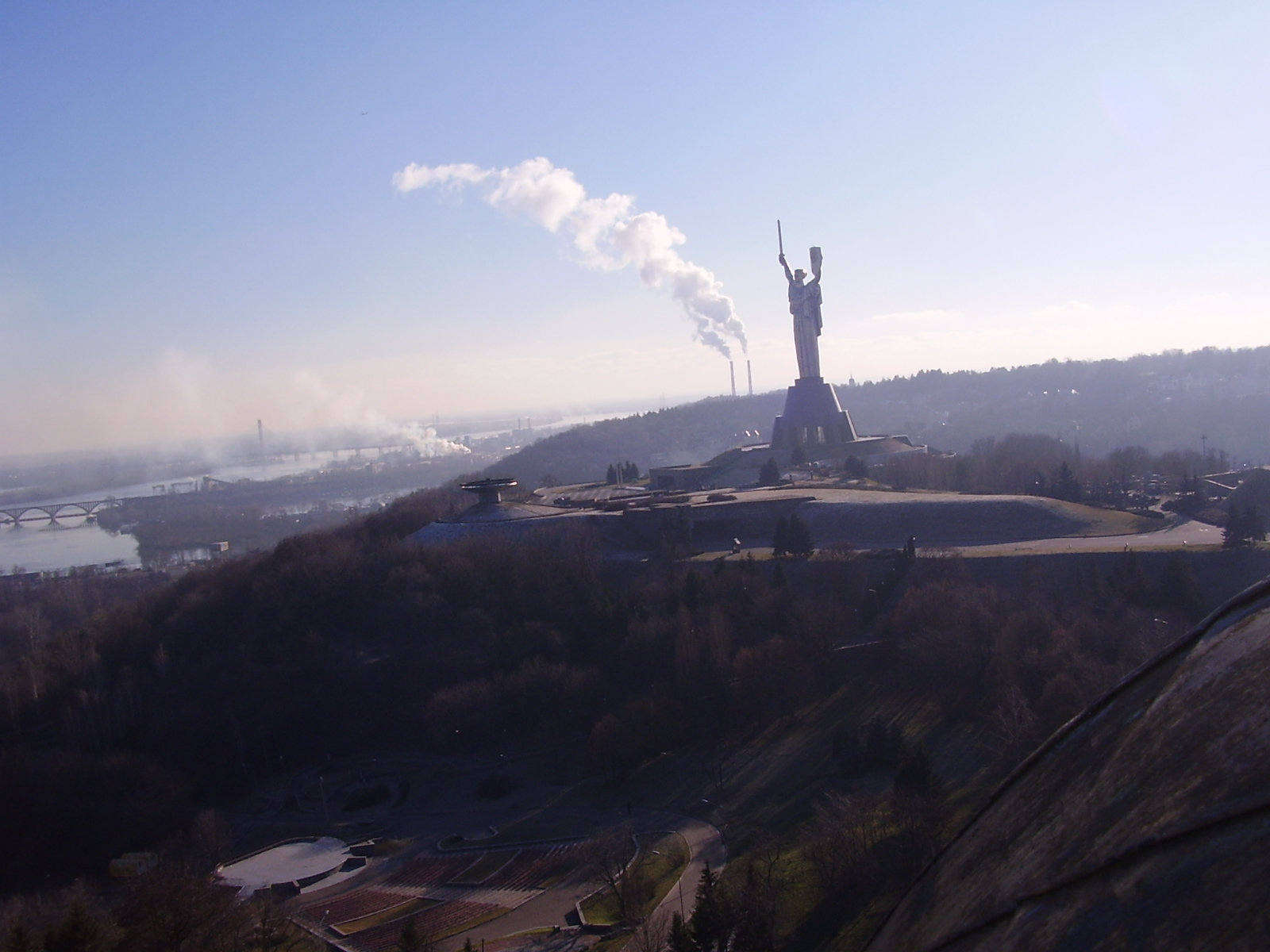
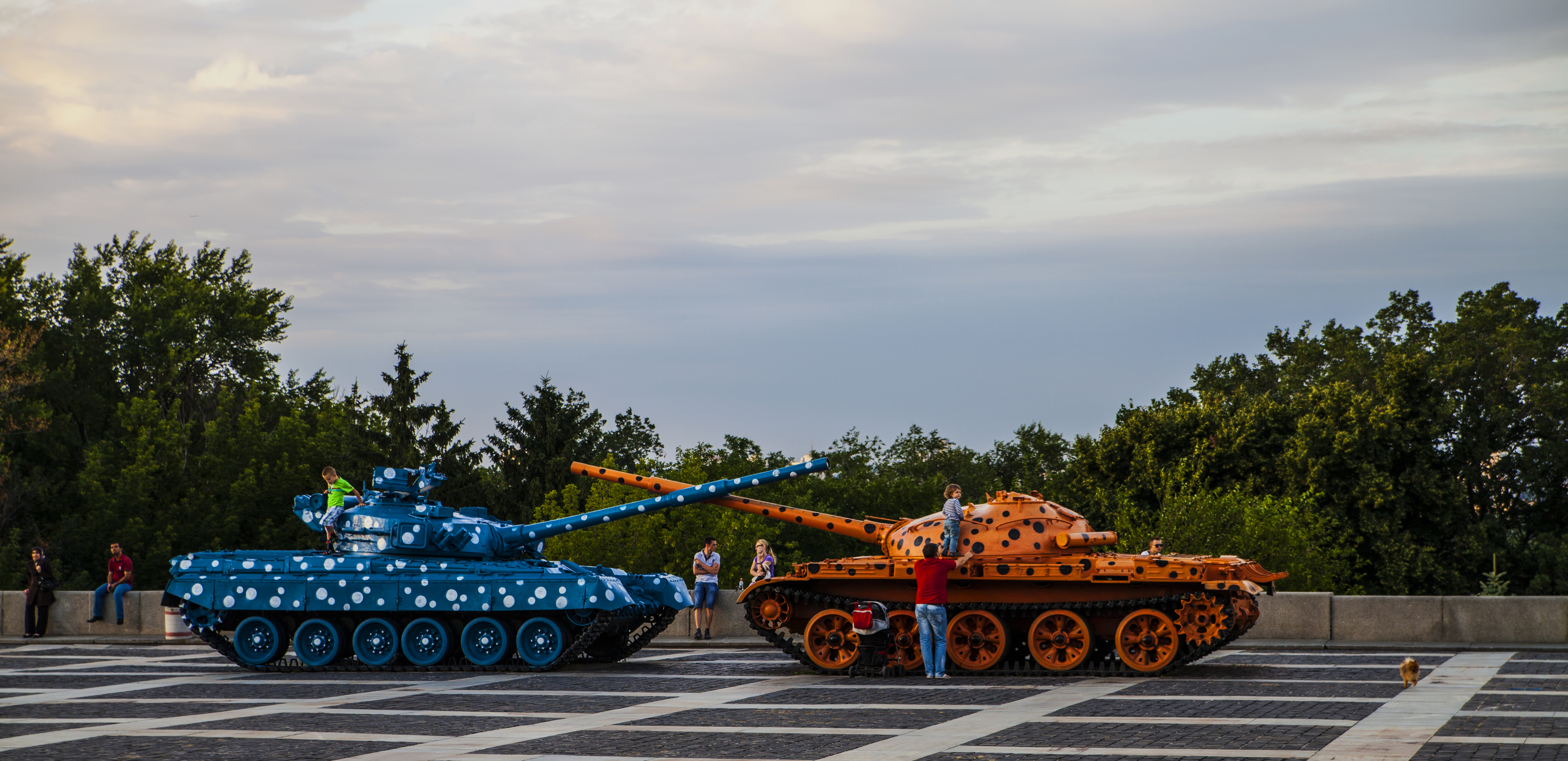
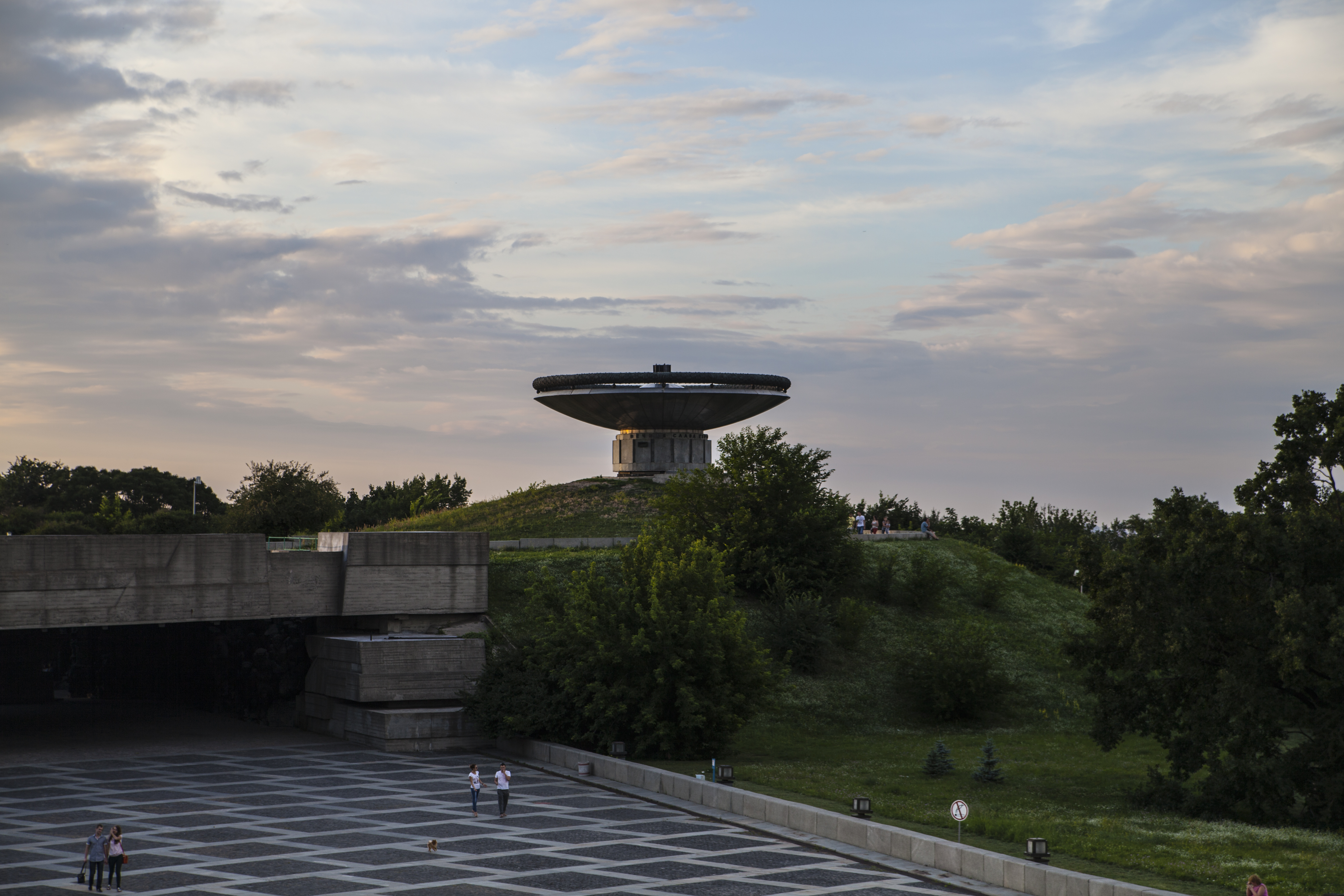
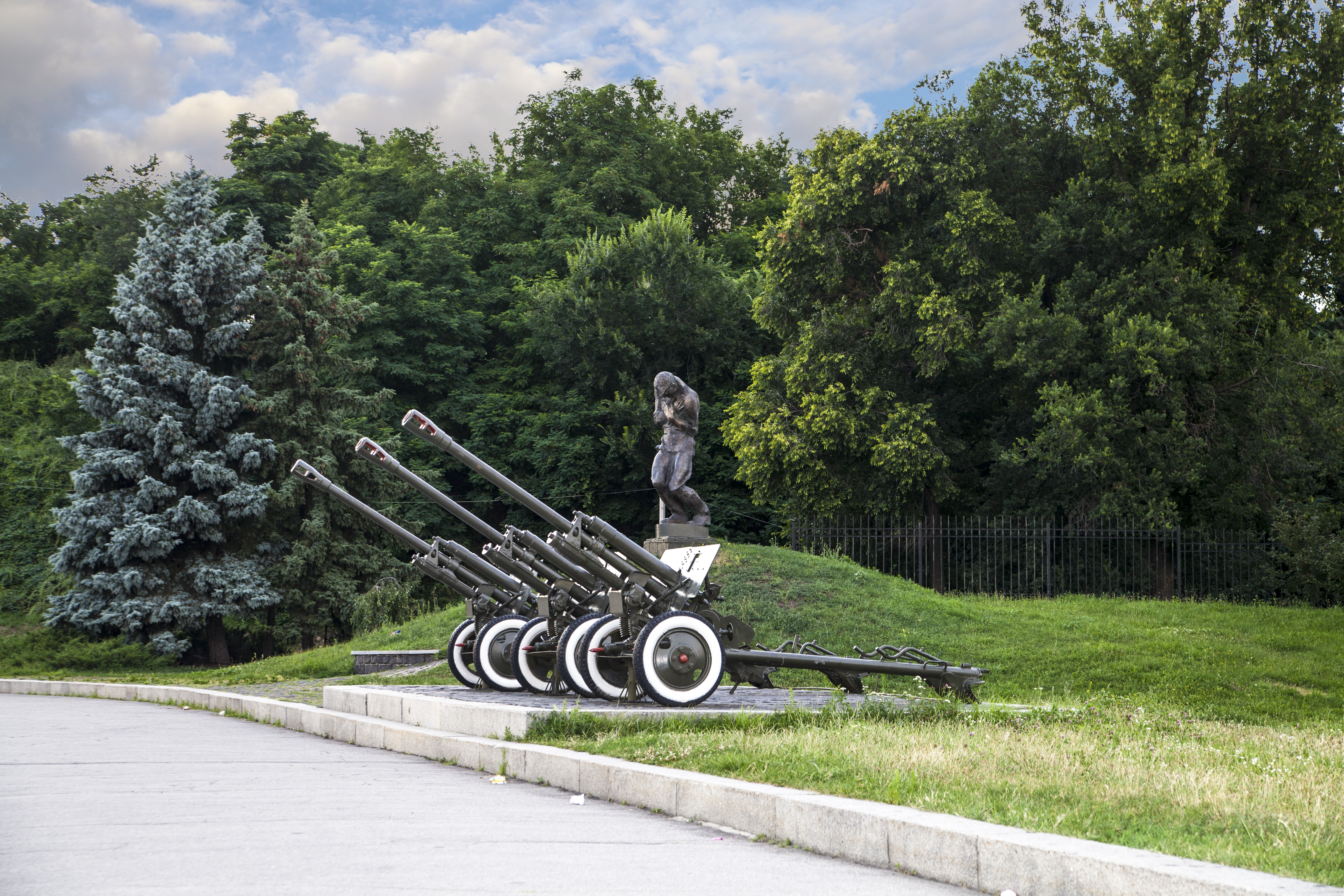
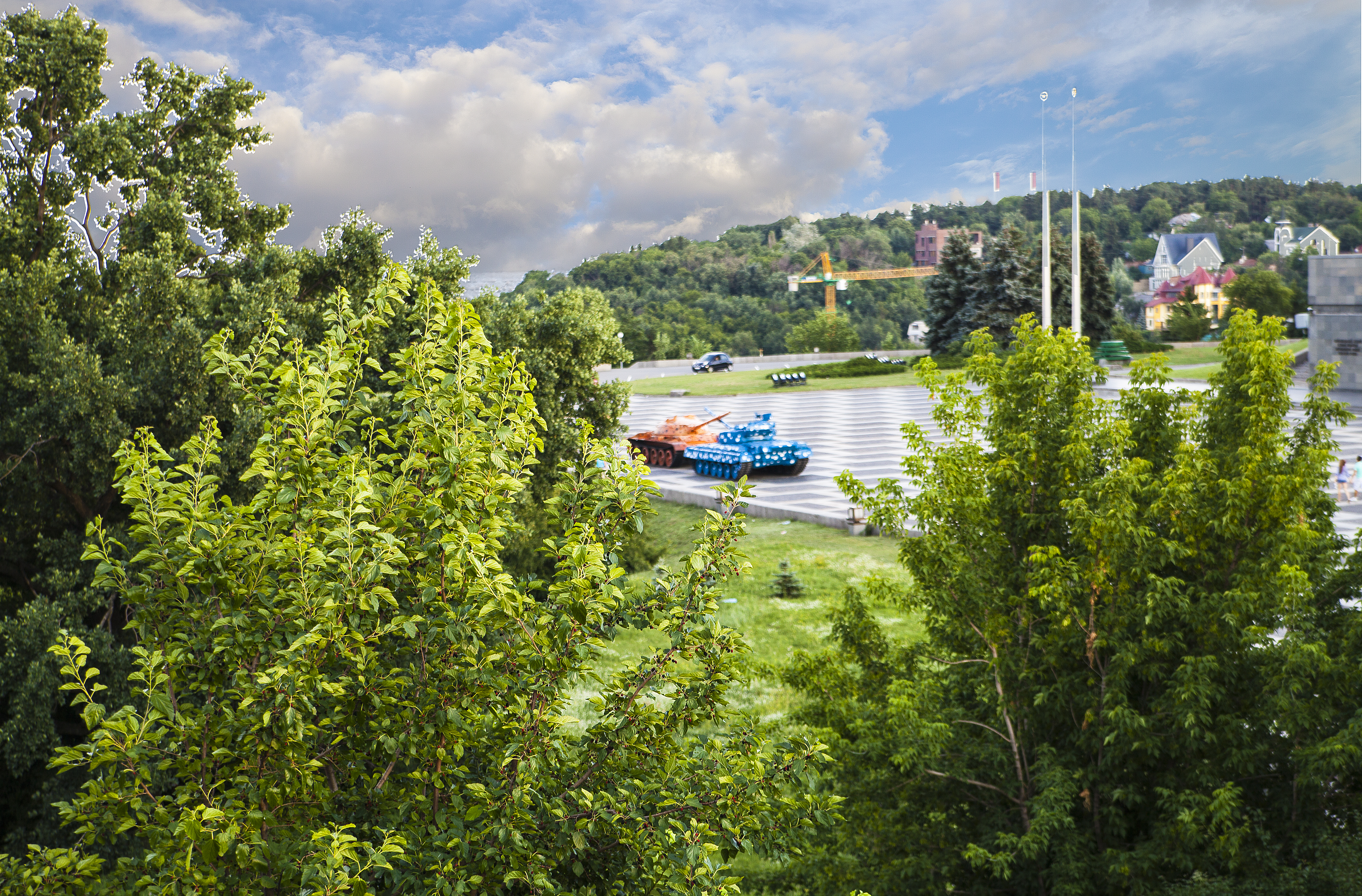
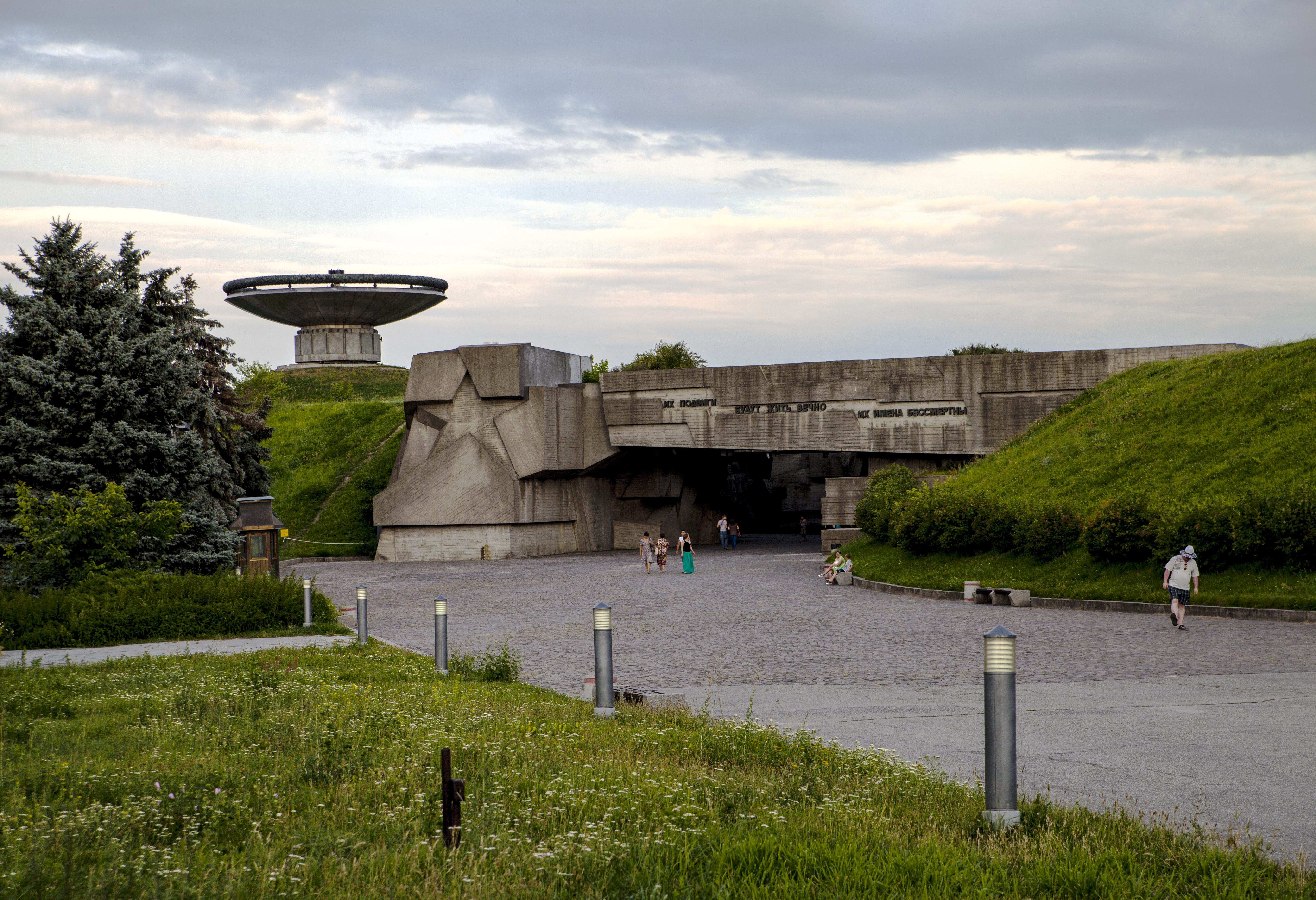
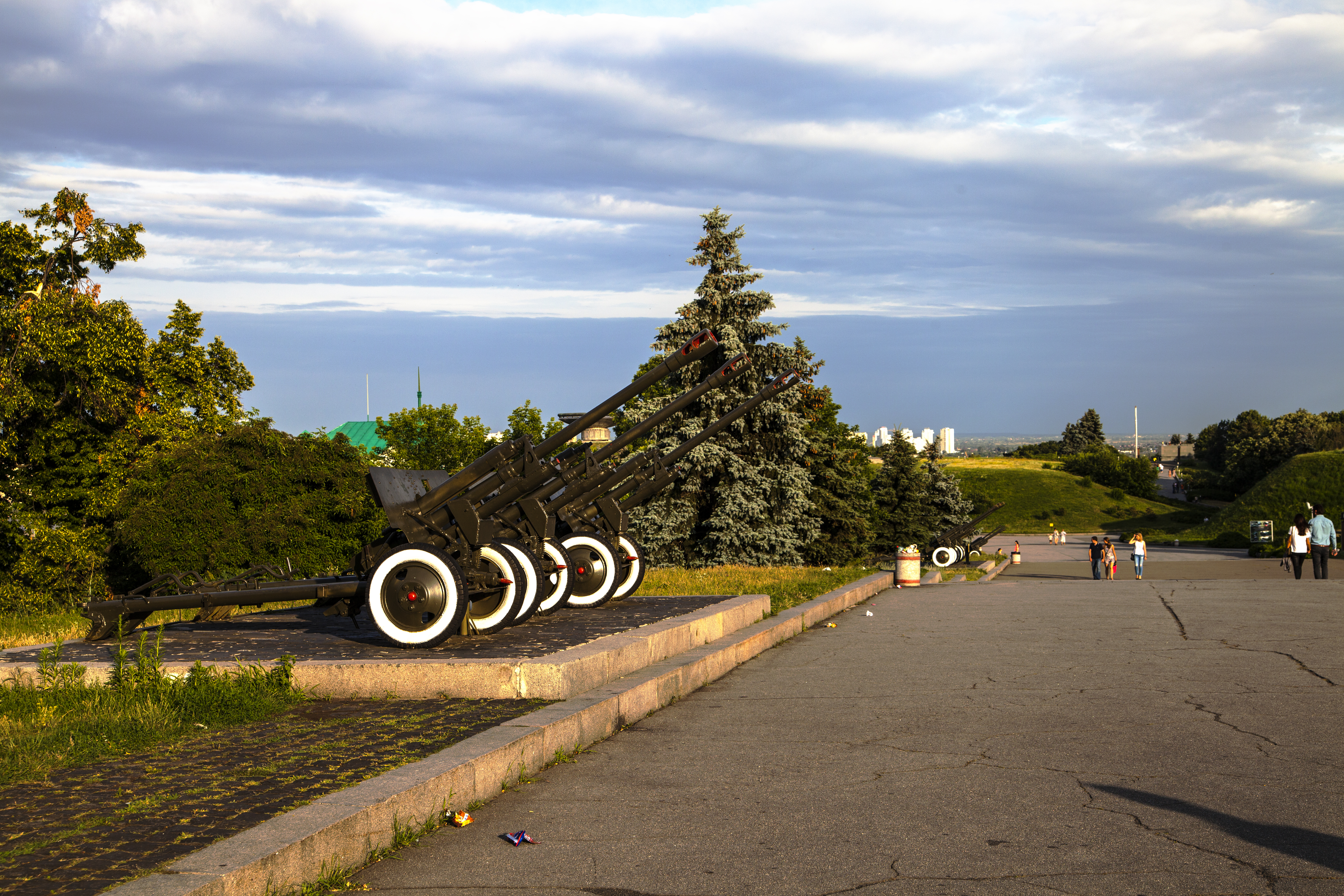